# Аркесилай IV
Аркесилай IV — царь древней Кирены из рода Баттидов, правивший в 466—439 годах до н. э.
Последний царь Киренаики, Аркесилай IV, сын Батта IV, судя по дошедшим до нас свидетельствам, был энергичным правителем, но в 439 году до н. э. он был свергнут с престола. После этого в Кирене установилось демократическое правление и больше царская власть здесь не возрождалась. Аркесилай бежал в дальний город Ливии — Эвгеспериды, где и был убит.